# 檀良彦
檀 良彦（だん よしひこ、1932年 - ）は日本の作家。長編コミック「黎明の艦隊」の原作者として知られる。